# Скорпена звичайна
Скорпена звичайна або морський йорж (Scorpaena porcus) — риба родини Скорпенових, що живе в субтропічних морських водах. Промислове значення невелике.

## Характеристика

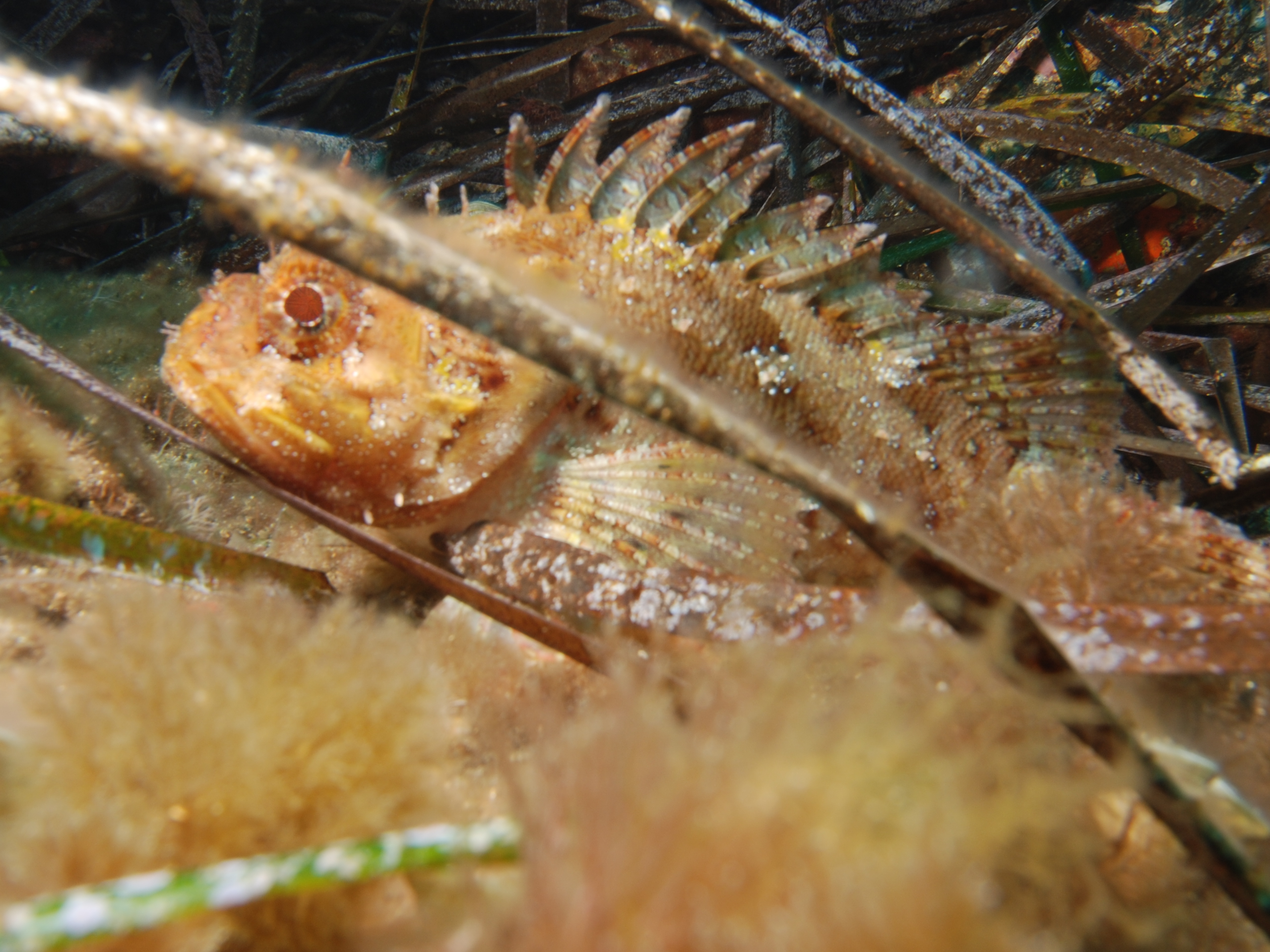
Скорпена серед заростей водних рослин

Голова велика, злегка стиснута з боків; голова озброєна шипами та зазвичай несе шкіряні щупальцевидні придатки. Луска середнього розміру. Рот великий, з косим розрізом і оксамитистими зубами в щелепах, а також на лемеші. Один спинний плавець несе 12-13 колючих і 9 м'яких променів, анальний плавець — 3 колючі та 5 м'яких. Грудні плавці без відокремлених променів з простими потовщеними нижніми. Плавального міхура немає. Досягає 37 см довжини (зазвичай 15 см) та 870 г ваги.

## Ареал

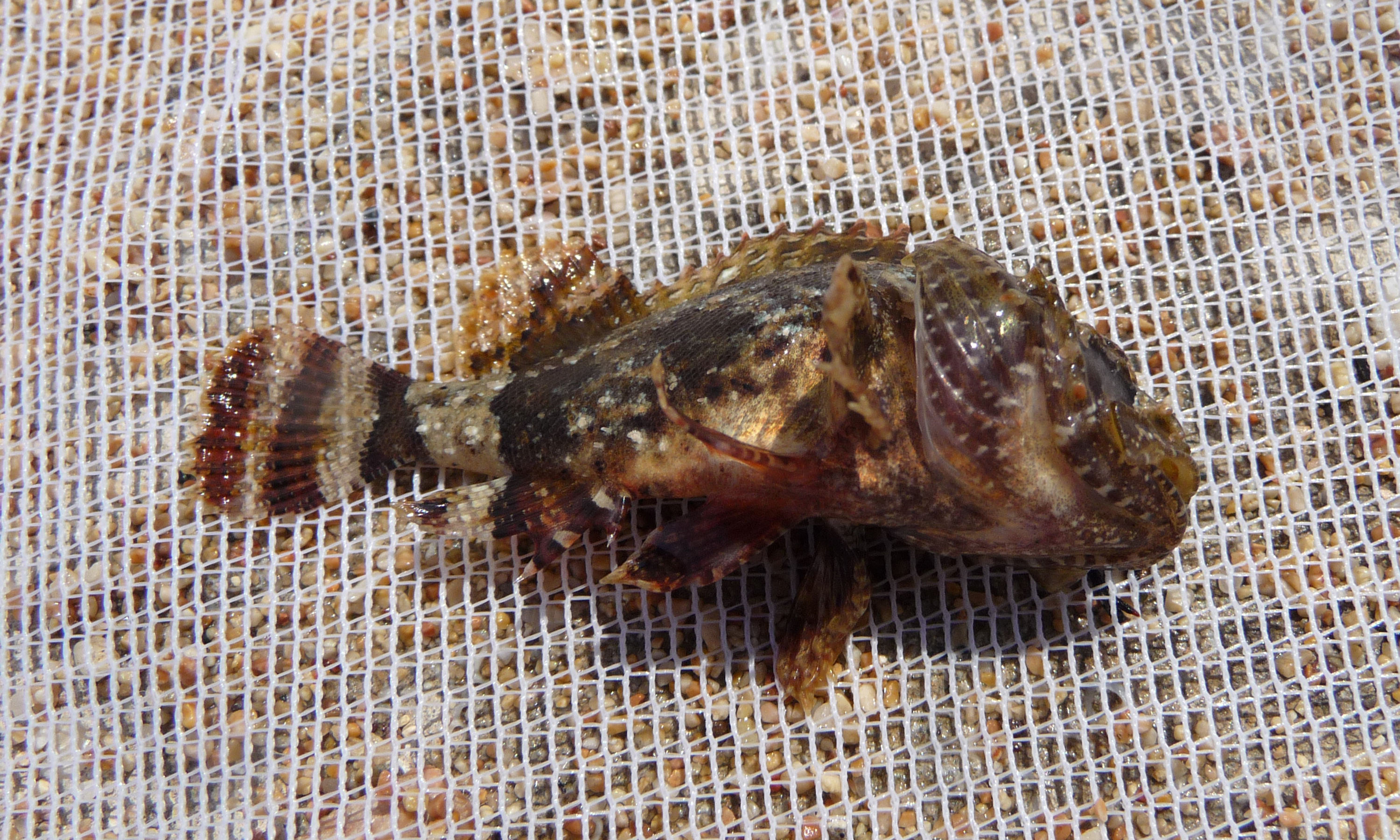
Скорпена звичайна, впіймана у Чорному морі

Поширений у східній частині Атлантичного океану від Британських островів до Азорських і Канарських, також біля берегів Марокко, в Середземному, Чорному та Азовському морях.

## Охорона
На більшій частині ареалу стан природних популяцій виду залишається більш-менш стабільним. Саме тому він, згідно з Червоним списком МСОП, отримав охоронний статус «відносно благополучний вид». Але в окремих регіонах спостерігається тенденція до зниження чисельності популяції виду. Тому скорпена звичайна занесена до Червоної книги Чорного моря (охоронна категорія: вид, вразливий в українському секторі Чорного моря).

## Практичне значення

### Отрута риби
Уколи шипів спинного, анального плавців і зябрової кришки за своїм ефектом нагадують укус оси. Місце укусу звичайно припухає і червоніє, іноді може виникнути запальний процес.